# 1928 na política

## Eventos
- 9 de Fevereiro - O general nicaraguense Augusto César Sandino empreende uma ofensiva contra as tropas dos EUA que ocupam a Nicarágua.
- 6 de Novembro - Herbert Hoover derrota o democrata Alfred E. Smith, sendo eleito presidente dos Estados Unidos

## Nascimentos
| Data            | Nome                  | Profissão                                                              | Nacionalidade           | Observações | Ref |
| --------------- | --------------------- | ---------------------------------------------------------------------- | ----------------------- | ----------- | --- |
| 21 de janeiro   | Reynaldo Bignone      | presidente da Argentina de 1982 a 1983                                 | Argentina               |             |     |
| 13 de fevereiro | Antônio Salim Curiati | médico e político                                                      | Brasil                  |             |     |
| 18 de março     | Fidel Valdez Ramos    | presidente das Filipinas de 1992 a 1998                                | Filipinas               |             |     |
| 1 de abril      | Luís Cabral           | presidente da Guiné-Bissau de 1973 a 1980                              | Portugal (Guiné-Bissau) | m. 2009     |     |
| 4 de maio       | Hosni Mubarak         | presidente do Egipto de 1981 a 2011                                    | Egito                   |             |     |
| 14 de maio      | Che Guevara           | médico e guerrilheiro na Revolução Cubana                              | Argentina               | m. 1967     |     |
| 17 de maio      | Idi Amim Dada Oumee   | presidente de Uganda de 1971 a 1979                                    | Reino Unido (Uganda)    | m. 2003     |     |
| 26 de julho     | Francesco Cossiga     | primeiro-ministro de 1979 a 1980 e presidente de Itália de 1985 a 1992 | Itália                  | m. 2010     |     |
| 11 de agosto    | Beniamino Andreatta   | político e economista                                                  | Itália                  | m. 2007     |     |
| 15 de outubro   | C. W. McCall          | cantor, prefeito de Ouray de 1986 a 1992                               | Estados Unidos          |             |     |
| 31 de outubro   | Jean-François Deniau  | político e escritor                                                    | França                  | m. 2007     |     |

## Mortes
| Data            | Nome                  | Profissão                           | Nacionalidade | Observações | Ref |
| --------------- | --------------------- | ----------------------------------- | ------------- | ----------- | --- |
| 28 de janeiro   | Vicente Blasco Ibáñez | escritor, jornalista e político     | Espanha       | n. 1867     |     |
| 27 de fevereiro | Otávio Rocha          | político                            | Brasil        | n. 1877     |     |
| 17 de julho     | Álvaro Obregón        | presidente do México de 1920 a 1924 | México        | n. 1880     |     |